# Maria Antónia de Bragança, duquesa de Parma
Maria Antónia de Bragança (Bronnbach, 28 de novembro de 1862 – Colmar-Berg, 14 de maio de 1959), foi a filha mais nova do deposto rei Miguel I de portugal e esposa do deposto duque Roberto I e Duquesa Titular de Parma.

## Biografia

### Família
Maria Antónia de Bragança foi a sétima e última filha do, então, ex-rei D. Miguel de Portugal e da princesa Adelaide de Löwenstein-Wertheim-Rosenberg. Maria Antónia (assim como seus irmãos) nasceu no Castelo de Bronnbach, na aldeia do mesmo nome no município de Wertheim. Nessa altura a sua família estava no exílio na Alemanha pois, à época do casamento de seu pai, este já havia sido deposto e banido de Portugal, em decorrência das Guerras Liberais e por meio da assinatura da Concessão de Évora Monte. Tinha entre seus familiares grande parte a realeza europeia, sendo seus avós paternos o rei D. João VI de Portugal e D. Carlota Joaquina de Bourbon. Foi sobrinha do imperador D. Pedro I do Brasil, prima-irmã do imperador D. Pedro II do Brasil e da rainha D. Maria II de Portugal.
Seu pai morreu cedo e ela e seus irmãos foram educados pela mãe num ambiente católico e conservador. Seu tio materno, o príncipe Carlos de Löwenstein-Wertheim-Rosenberg, o sexto príncipe de Löwenstein-Wertheim-Rosenberg e o proprietário do referido castelo onde ela nasceu, foi como um segundo pai para eles.

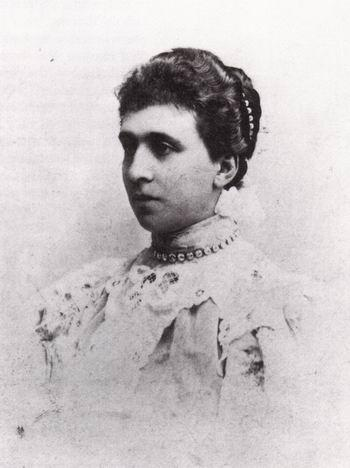
Maria Antonia de Bragança, Duquesa de Parma

### Casamento
Foi a segunda esposa do duque Roberto I de Parma, casando-se no Castelo de Fischorn em 15 de outubro de 1884. O duque, que já tinha doze filhos de seu primeiro casamento com a princesa Maria Pia das Duas Sicílias, teve outros doze filhos com Maria Antonia.

### Viuvez
Com a morte de Roberto, em 16 de novembro de 1907, Maria Antonia passou a designar-se Duquesa-Viúva de Parma. Mais tarde, ela residiu com sua filha Zita no exílio. Por volta de 1940, Zita e sua família, Maria Antónia e sua filha Isabel viviam modestamente em Quebec, no Canadá. Depois da Segunda Guerra Mundial, Maria Antónia mudou-se para o Castelo de Berg, em Luxemburgo, onde ela celebrou seu aniversário de noventa anos. Faleceu seis anos depois. Muitos de seus filhos e netos viveram tanto quanto ela.

## Títulos e estilos
- 14 de janeiro de 1884 - 16 de novembro de 1907: Sua Alteza Real, a Duquesa de Parma
- 16 de novembro de 1907 - 14 de maio de 1959: Sua Alteza Real, a Duquesa-Viúva de Parma

## Descendência
| Nome          | Nascimento            | Morte                  | Notas                                                                          |
| ------------- | --------------------- | ---------------------- | ------------------------------------------------------------------------------ |
| Adelaide      | 5 de agosto de 1885   | 6 de fevereiro de 1959 | religiosa na Abadia de Santa Cecília de Rydes, prioreza da Abadia de Solesmes. |
| Sixto         | 1 de agosto de 1886   | 14 de março de 1934    | desposou Hedwige de La Rochefoucauld.                                          |
| Xavier        | 25 de maio de 1889    | 7 de maio de 1977      | desposou Madalena de Bourbon-Busset.                                           |
| Francisca     | 22 de abril de 1890   | 7 de outubro de 1978   | religiosa na Abadia de Santa Cecília de Solesmes.                              |
| Zita          | 9 de maio de 1892     | 14 de março de 1989    | consorte do imperador Carlos I da Áustria.                                     |
| Félix         | 28 de outubro de 1893 | 8 de abril de 1970     | consorte da grã-duquesa Carlota de Luxemburgo.                                 |
| Renato        | 17 de outubro de 1894 | 30 de julho de 1962    | desposou a princesa Margarida da Dinamarca.                                    |
| Maria Antónia | 7 de novembro de 1895 | 19 de outubro de 1977  | religiosa na Abadia de Santa Cecília de Solesmes.                              |
| Isabel        | 14 de junho de 1898   | 28 de julho de 1984    | não se casou.                                                                  |
| Luís          | 5 de dezembro de 1899 | 4 de dezembro de 1967  | desposou a princesa Maria Francisca de Saboia.                                 |
| Henriqueta    | 8 de março de 1903    | 13 de junho de 1987    | sofria de surdez; não se casou.                                                |
| Caetano       | 11 de junho de 1905   | 9 de março de 1958     | desposou a princesa Margarida de Thurn e Taxis.                                |